# Kalikst III (antypapież)
Kalikst III, właśc. Johannes de Struma OSB, w literaturze znany też jako János Struma lub Giovanni Unghieri (zm. w 1183) – duchowny katolicki, antypapież w okresie od 1168 do 29 sierpnia 1178.

## Życiorys
Prawdopodobnie pochodził z okolic Arezzo. Wstąpił do zakonu benedyktynów z Kongregacji Vallombrosa i został opatem klasztoru Struma koło Arezzo. Po podwójnej elekcji papieskiej w 1159 opowiedział się przeciw papieżowi Aleksandrowi III, a po stronie antypapieża Wiktora IV (1159-64), który najpóźniej w roku 1163 mianował go kardynałem-biskupem Albano. Sygnował bulle Wiktora IV z 14 i 18 kwietnia 1164 oraz bulle Paschalisa III z 18 listopada 1166, 6 sierpnia 1167 i 26 lutego 1168. Niezwłocznie po śmierci Paschalisa III (zm. 20 września 1168) został wybrany na jego następcę. Wybór ten po pewnych wahaniach zatwierdził Fryderyk I Barbarossa, który traktował go jednak wyłącznie jako narzędzie w swojej polityce włoskiej i kartę przetargową w ewentualnych negocjacjach z Aleksandrem III. Stosunki cesarza z antypapieżem zaczęły się psuć po 1176, gdy Fryderyk I Barbarossa został pokonany w bitwie pod Legnano i zaczął szukać sojuszu z Aleksandrem III, Kalikst III stracił na znaczeniu. W 1177 cesarz odmówił poparcia swojemu podopiecznemu. Giovanni postanowił wówczas zakończyć schizmę i podporządkował się papieżowi 29 sierpnia 1178.
Antypapież Kalikst III przez cały swój pontyfikat rezydował w Viterbo. Po abdykacji został rektorem (namiestnikiem) papieskim w Benewencie, a następnie (w 1182) opatem klasztoru św. Trójcy w Venosa. Zmarł między 21 kwietnia a 19 października 1183 roku.